# 南他加祿

南他加祿

南他加禄（Timog Katagalugan）曾为菲律宾吕宋岛上的一个行政区，存续于1965年至2002年。其辖区范围包括现今的卡拉巴松和民马罗巴两地区、吕宋岛中部的奥罗拉省，以及国家首都地区的大部分区域。在土地面积与人口方面，该地区是当时菲律宾最大的行政区。尽管该行政区在2002年5月17日因分出卡拉巴松地区而撤销，但“南他加禄”作为文化地理区域的称谓得以延续。该区域居民主要使用他加禄语的多种方言。
该地区西濒马尼拉湾与南海，东临拉蒙湾并与比科尔区接壤，南界曾与沙巴州（属马来西亚）共享海岸线，北与中吕宋地区毗邻。
根据2000年人口普查数据，南他加禄地区人口总数为11,793,655人，占当时菲律宾全国人口76,504,077的15.42%。奎松市曾为该行政区的指定区域中心。
1946年9月7日，根据第14号共和国法案，塔亚巴斯省更名为奎松省，其名称及奎松市均旨在纪念菲律宾自由邦总统曼努埃尔·奎松，奎松总统出生于该省城镇巴莱尔。1951年6月，原奎松省北部区域（涵盖巴莱尔镇、卡西古兰、迪拉萨格、Dingalan、Dinalungan、Dipaculao、Maria Aurora及圣路易斯等城镇）编入新设立的奥罗拉省。该省名称源自奎松总统夫人奥罗拉·阿拉贡-奎松，她同样出生于巴莱尔。奥罗拉省至1979年脱离奎松省，成为独立省份，并归属南他加禄行政区。

## 分區
2002年5月17日，時任總統格洛麗亞·馬卡帕加爾·阿羅約發佈第103號行政命令，將第四區或南他加祿劃分為卡拉巴松和米馬羅帕。此外，奧羅拉省被移至該省的實際位置第三區（呂宋中部）。奧羅拉省與奎松省的完全分離以及奧羅拉轉移到呂宋島中部，是原巴勒市和卡西古蘭市居民的願望實現，這是第一次真正獨立於奎松省，並改革了自西班牙佔領以來的原始邦板牙省。
比科爾地區下屬的北甘馬粦省和南甘馬粦省最近有時被認為是南他加祿的一部分，因為近年來語言已經從歷史上的比科拉諾語轉變為更常見的他加祿語。